# Arroyo de Otazo
El arroyo de Otazo es un pequeño curso de agua uruguayo que atraviesa el departamento de Treinta y Tres, pertenece a la cuenca hidrográfica de la laguna Merín.
Nace en la Cuchilla Grande, cerca del límite con el departamento de Cerro Largo y desemboca en el arroyo Parado tras recorrer alrededor de 47 km.